# Saison 2013-2014 du Massilia Hockey Club
Saison précédente Saison suivante
La saison 2013-2014 du Massilia Hockey Club est la deuxième de l'histoire du club.
L'équipe est entraînée par Thibaud Sainte-Croix assisté par Grégory Tocque.

## Avant-saison
L'intersaison voit un gros turn-over s'effectuer. Le Franco-Américain Julian Breux part pour la Division 2 tandis que les deux autres étrangers rentrent dans leurs pays respectifs. Pour le reste une partie de l'effectif retourne dans leur club précédent tandis que certains rejoignent les Boucaniers de Toulon fraîchement relégués. Du côté des arrivées un bon nombre de joueurs font le chemin inverse et quittent Toulon pour Marseille. La seule recrue étrangère connaît bien la France puisque Roman Novotný a évolué 3 ans à Tours et 3 ans à Nantes.

## Effectif
| No    | Nom                   | Nat. | Position  | Arrivée                               |
| ----- | --------------------- | ---- | --------- | ------------------------------------- |
| +029, | Cyprien Bautru        |      | Gardien   | 2012 - Hiboux d'Aubagne               |
| +035, | Johan Fortemaison     |      | Gardien   | 2013 - Albatros de Brest II           |
| +006, | Jonathan Vermasse     |      | Défenseur | 2012 - Gabians de Marseille           |
| +008, | Romain David          |      | Défenseur | 2013 - Boucaniers de Toulon           |
| +015, | Vivien Huerta         |      | Défenseur | 2012 - Hiboux d'Aubagne               |
| +016, | Baptiste Schmittlin   |      | Défenseur | 2012 - Hiboux d'Aubagne               |
| +019, | Joris Cella           |      | Défenseur | 2012 - Gabians de Marseille           |
| +088, | Nicolas Prophette – A |      | Défenseur | 2012 - Gabians de Marseille           |
| +094, | Hugo Scarfiglieri     |      | Défenseur | 2013 - Diables rouges de Valenciennes |
| +007, | Vivien Capocci        |      | Attaquant | 2013 - Yétis du Mont-Blanc            |
| +009, | Clément Ramos         |      | Attaquant | 2013 - Boucaniers de Toulon           |
| +010, | Marius Joinet – C     |      | Attaquant | 2012 - Élans de Champigny             |
| +017, | Willy Autran          |      | Attaquant | 2013 - Boucaniers de Toulon           |
| +020, | Emmanuel Anaïs        |      | Attaquant | 2013 - Boucaniers de Toulon           |
| +021, | Julien Rives          |      | Attaquant | 2012 - Boucaniers de Toulon           |
| +041, | William L'Arvor       |      | Attaquant | 2013 - Albatros de Brest              |
| +051, | Simon Rémot           |      | Attaquant | 2013 - Boucaniers de Toulon           |
| +067, | Roman Novotný – A     |      | Attaquant | 2013 - Corsaires de Nantes            |
| +093, | Audrick Alga          |      | Attaquant | 2012 - Lynx de Valence U22            |

## Tenues utilisées par l'équipe
| Tenue domicile | Tenue extérieur |

## Compétitions

### Championnat

#### Saison Régulière

##### Classement et statistiques

###### Classement
| Clt   | Équipe        | PJ | V  | D  | N | BP  | BC  | Diff | Pts |
| ----- | ------------- | -- | -- | -- | - | --- | --- | ---- | --- |
| +001, | Marseille     | 14 | 12 | 1  | 1 | 158 | 28  | +130 | 25  |
| +002, | Avignon       | 14 | 11 | 1  | 2 | 109 | 30  | +79  | 24  |
| +003, | Orcières      | 14 | 9  | 2  | 3 | 93  | 53  | +40  | 21  |
| +004, | Val-Vanoise 2 | 14 | 7  | 6  | 1 | 90  | 74  | +16  | 15  |
| +005, | Chambéry 2    | 14 | 5  | 8  | 1 | 59  | 74  | -15  | 11  |
| +006, | Toulon        | 14 | 4  | 8  | 2 | 50  | 86  | -36  | 10  |
| +007, | Clermont 2    | 14 | 1  | 12 | 1 | 38  | 122 | -84  | 3   |
| +008, | Valence 2     | 14 | 1  | 12 | 1 | 34  | 164 | -130 | 3   |

- Qualifié pour le carré final
- Qualifié pour la phase finale

###### Statistiques de la poule
| Équipe         | MJ | Supériorité numérique | Supériorité numérique | Supériorité numérique | Supériorité numérique | Inferiorité numérique | Inferiorité numérique | Inferiorité numérique | Inferiorité numérique |
| Équipe         | MJ | BPSUP                 | TSN                   | %                     | BCSUP                 | BCINF                 | TIN                   | %                     | BPINF                 |
| -------------- | -- | --------------------- | --------------------- | --------------------- | --------------------- | --------------------- | --------------------- | --------------------- | --------------------- |
| Avignon        | 14 | 25                    | 122:04                | 29.1                  | 1                     | 12                    | 111:59                | 82.4                  | 4                     |
| Chambéry II    | 14 | 19                    | 153:25                | 19.9                  | 8                     | 18                    | 121:12                | 77.1                  | 7                     |
| Clermont II    | 14 | 10                    | 98:02                 | 16.9                  | 5                     | 36                    | 129:34                | 64.3                  | 3                     |
| Marseille      | 14 | 36                    | 125:54                | 36.4                  | 1                     | 7                     | 156:56                | 91.8                  | 8                     |
| Orcières       | 14 | 17                    | 122:11                | 21.8                  | 3                     | 18                    | 131:56                | 78.6                  | 5                     |
| Toulon         | 14 | 13                    | 144:12                | 15.3                  | 5                     | 14                    | 105:06                | 79.0                  | 2                     |
| Valence II     | 14 | 6                     | 133:17                | 8.3                   | 8                     | 27                    | 143:02                | 72.6                  | 3                     |
| Val Vanoise II | 14 | 22                    | 119:14                | 27.0                  | 7                     | 16                    | 118:34                | 78.7                  | 8                     |

## Statistiques

### Statistiques collectives
| Compétition      | Débute au tour | Termine        | Matches joués | Victoires | Nuls | Défaites | Buts pour | Buts contre | Différence |
| ---------------- | -------------- | -------------- | ------------- | --------- | ---- | -------- | --------- | ----------- | ---------- |
| Saison Régulière | -              | -              | 14            | 12        | 1    | 1        | 158       | 28          | +130       |
| Play-offs        | 1/8e de finale | 1/8e de finale | 2             | 1         | 0    | 1        | 6         | 7           | -1         |
| Coupe de France  | Premier tour   | Premier tour   | 1             | 0         | 0    | 1        | 1         | 11          | -10        |
| Total            | -              | -              | 17            | 13        | 1    | 3        | 165       | 46          | +119       |

## Résumé de la saison
En phase de poule les Marseillais ont survolés leur poule seulement accrochés une fois par Avignon dans un match très litigieux marqué par la blessure au visage du défenseur Hugo Scarfiglieri. À l'extérieur c'est presque un 100 % avec un match nul à Orcières pour finir la phase de poule, un remake de l'année précédente et encore une fois un match houleux. Avec un poule d'un niveau aussi bas les Marseillais se sont reposés sur leurs acquis à l'approche des play-offs et privés de leur entraîneur suspendu, les coéquipiers de Marius Joinet ont vu la réserve des Ducs de Dijon venir s'imposer en huitième de finale à l'issue d'une séance de fusillade. Grandjean ex-Marseillais et capitaine des Bourgons a porté sur ses épaule les jeunes pousses dijonnaises.

## Bilan
Avec plus de 150 buts marqués les Spartiates ont écrasé leurs adversaires en poule. Secteur problématique l'année précédente la défense a corrigé le tir en n'encaissant que 28 buts. Pas suffisant cependant pour pârvenir à monter d'une division.